# Quartet: Vortices
Quartet: Vortices ist ein Jazzalbum von Nate Lepine. Die am 20. und 21. Oktober 2015 in den Strobestudios, Chicago entstandenen Aufnahmen erschienen am 30. September 2016 als Langspielplatte, in erweiterter Form als Compact Disc und Download auf dem Label eyes & ears.

## Hintergrund
Der Saxophonist Nate Lepine arbeitete zunächst mit Musikern wie Dylan Ryan und Dave McDonnell sowie mit Nick Broste in der Band Herculaneum, bevor er 2015 sein Debütalbum Quartet: Vortices mit dem Altsaxophonisten Nick Mazzarella, dem Bassisten Clark Sommers und dem Schlagzeuger Quin Kirchner aufnahm.

## Titelliste
- Nate Lepine – Quartet: Vortices (Ears & Eyes ee:16-054)[1][2]

1. Youngblood 2:35
2. Ice Shirt 4:35
3. Vortices 5:43
4. Even Yeti's Ready For Spring 6:56
5. The Grass Is Rizz 5:24
6. Solo for Bollo 5:19
7. So I Don't I Nate 1:19
8. Hennies 4:46
9. Cram Into a Slam Jam 2:34
10. So Don't I Nick 1:27
11. Aye Lads 4:10

Die Kompositionen stammen von Nate Lepine.

## Rezeption

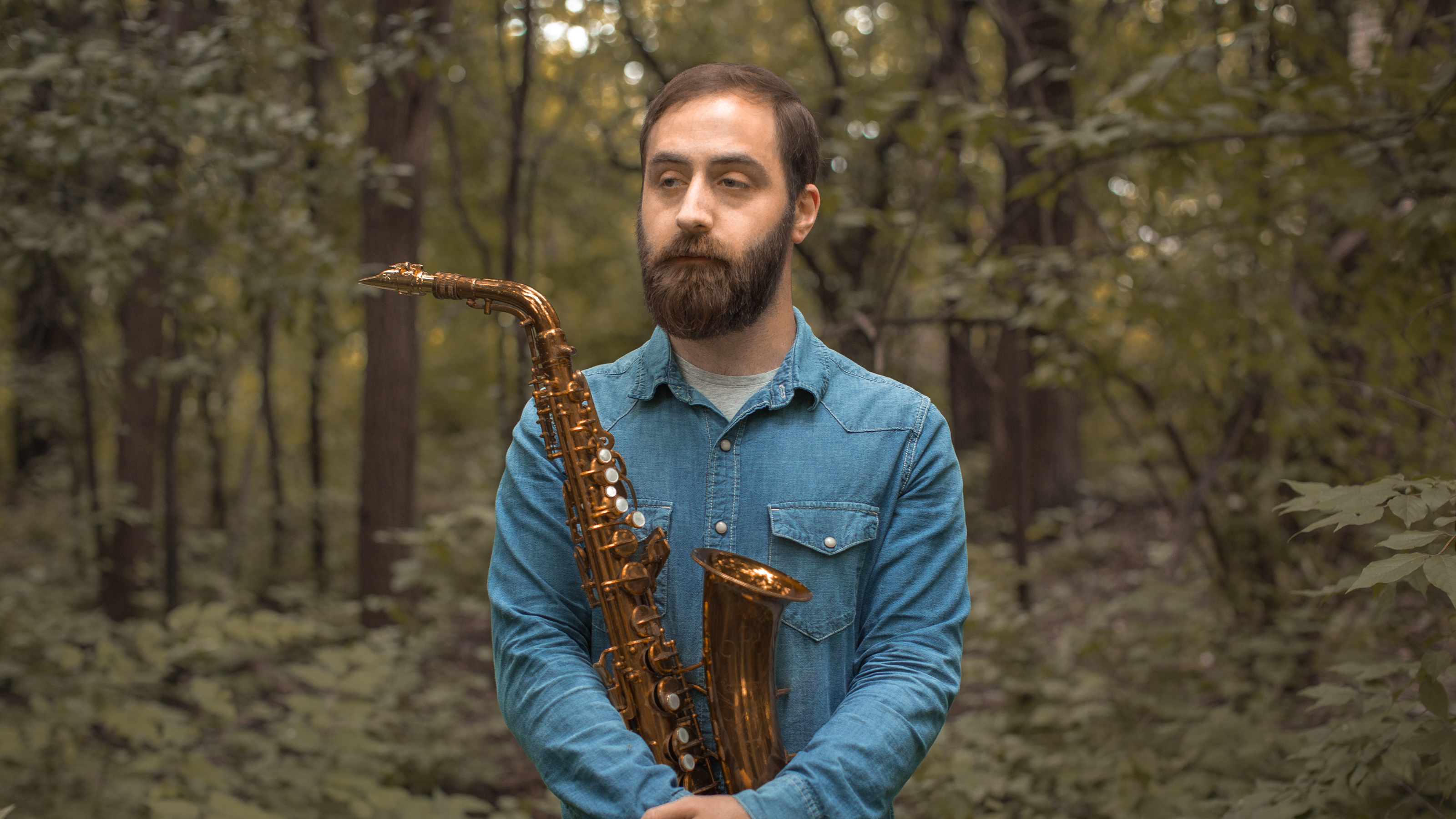
Nick Mazzarella (2015)

Nach Ansicht von Alberto Bazzurro, der das Album in der italienischen Ausgabe von All About Jazz rezensierte, ist das musikalische Terrain das eines Jazz mit Post-Bop-Ableitung, jedoch großzügig mit stilistisch später entstandenen Quellen durchsetzt. Mit anderen Worten: Es sei deutlich zu spüren, dass hier auch eine gewisser Einfluss von Ornette Coleman durchgekommen sei und nicht wenig von dem Jazz, der auf diesen Konditionen geboren wurde. Das Atmosphäre sei lebendig, mit einem schönen Schwung und einem spürbaren Drang nach Ausdruck, auch wenn die Originalität vielleicht nicht so hoch ist. Auch das Gleichgewicht zwischen Solist und Ensemble sei bemerkenswert, insbesondere in Stücken wie dem fröhlich artikulierten „Ice Shirt“, dem „Solo for Bollo“ und den beiden Versionen von „So Don't I“, in denen der in der Musik des Quartetts vorhandene Groove stärker werde (besonders dank Nick Mazzarellas Altsaxophon), im zweiten Fall mit vagen Akzenten von Albert Ayler, was das gerade Gesagte bestätige.
Das Debütalbum des Tenorsaxophonisten Nate Lepine als Bandleader sei ein ausgereiftes, ausdrucksstarkes Werk, lobte Hrayr Attarian (Chicago Jazz). Dies sei auch nicht verwunderlich, da Lepine seine Fähigkeiten über zwei Jahrzehnte lang in der kreativen Hochburg der improvisierten Musikszene Chicagos verfeinert habe. Aus diesem künstlerischen Milieu habe Lepine auch seine Sidemen ausgewählt, wodurch ein guter Zusammenhang in der Gruppe entstanden sei, die seine Kompositionen einfühlsam interpretierte. Zwar sei die Musik recht thematisch einheitlich, dennoch verfüge jeder Titel über genügend Einzigartigkeit, um Redundanz zu vermeiden.